# Qian Zhongshu

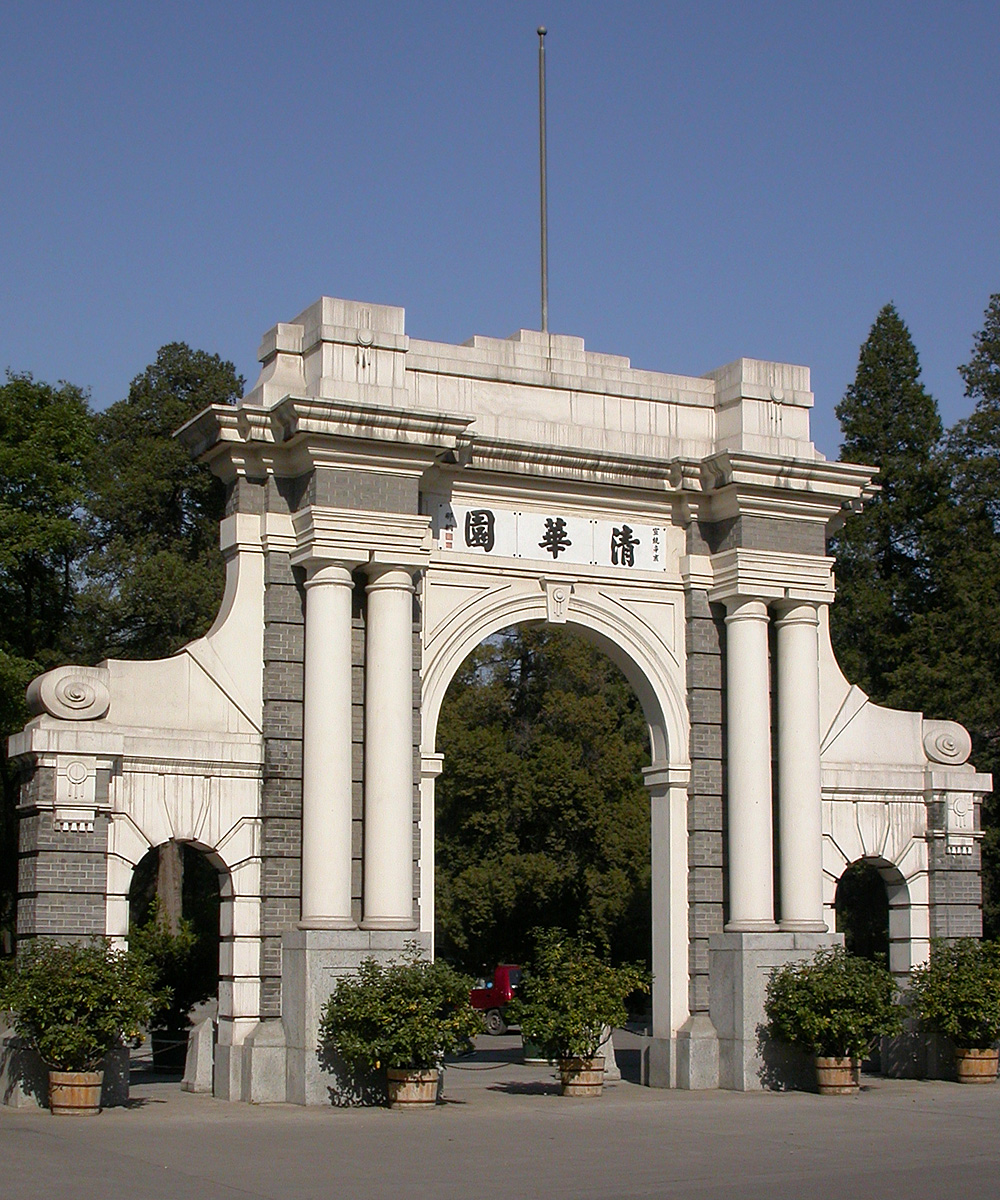
Vechea poartă a Universităţii Tsinghua, unde Qian Zhongshu a studiat şi a predat

Qian Zhongshu (21 noiembrie, 1910 – 19 decembrie, 1998) a fost un scriitor chinez. Era renumit pentru vasta sa erudiție.